# Shere Khan
(Shere Khan)
Shere Khan è l'antagonista principale de Il libro della giungla di Rudyard Kipling; compare anche, come personaggio secondario, ne Il secondo libro della giungla. Secondo Kipling, Shere significa "tigre" in vari dialetti indiani, mentre Khan è un titolo che manifesta la sua supremazia sulle altre tigri.
È una tigre del Bengala, antagonista di Mowgli e del Popolo Libero di Seeonee. Ha un carattere crudele ed egoista e insieme al suo scagnozzo, Tabaqui lo sciacallo, ha l’obiettivo di sottomettere il Popolo Libero di Seeonee, di cui non rispetta le leggi. Nato con una zampa inferma, Shere Khan rivendica il titolo di signore indiscusso della giungla pur temendo l'uomo, il Fiore Rosso e i Dholes.
Certi biografi di Kipling sostengono che per creare il personaggio si fosse ispirato a Mrs Sarah Holloway, la sua oppressiva madre affidataria, mentre altri vedono Shere Khan come un'allegoria di Bahadur Shah II, l'ultimo Gran Mogol, che tentò di scacciare dall'India i britannici, rappresentati da Mowgli. È probabile che Kipling possa essersi ispirato, per il nome, anche al condottiero afghano Shere Khan Sur che tra gli anni '30 e '40 del 1500 fu un avversario dell'impero Moghul, ancora in via di formazione.

## Storia

### Il libro della giungla

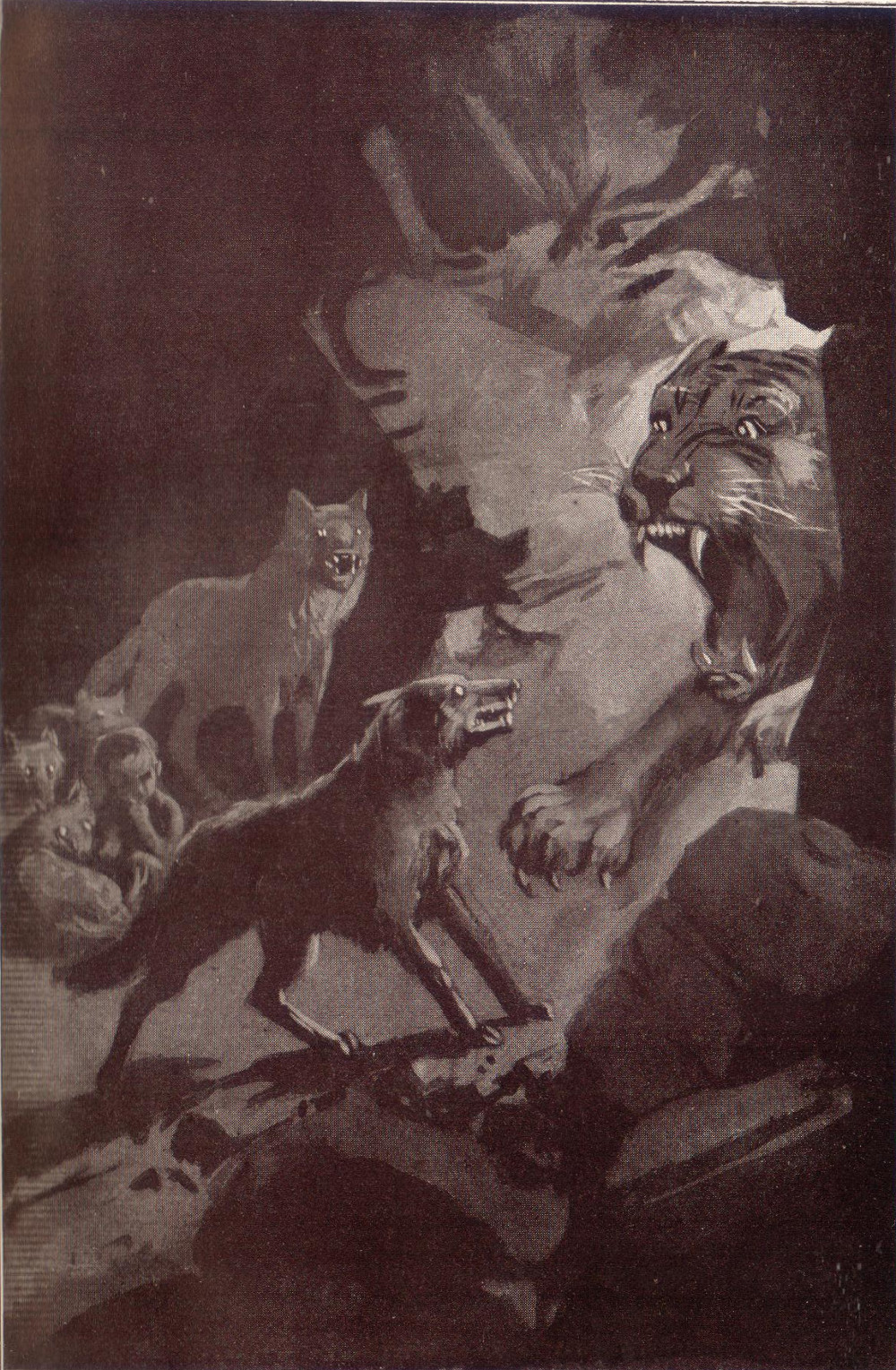
Shere Khan affronta Raksha nella sua tana in un disegno di David Ljungdahl.

Shere Khan, chiamato "Lungri" da sua madre per via della sua zoppaggine, stabilisce il suo dominio presso il fiume Waingunga, a circa 20 miglia dal territorio del Popolo Libero di Seeonee. La sua infermità lo costringe a cibarsi di bovini e presto il rischio di rappresaglia da parte dei paesani lo spinge a infiltrarsi nelle terre del Popolo Libero insieme al suo scagnozzo Tabaqui lo sciacallo.
Ne I fratelli di Mowgli, Shere Khan s'imbatte in un gruppo di uomini e tenta di assalirli. Le sue vittime si salvano, lasciando indietro Mowgli, un cucciolo d'uomo che riesce a raggiungere la tana di Babbo Lupo e Raksha.
Poiché Raksha rifiuta di consegnargli il bambino, Shere Khan, infuriato, si presenta al Consiglio del Branco reclamando il diritto di riavere la sua preda. Il tentativo però fallisce, perché in difesa di Mowgli si alzano Baloo e Bagheera. Shere Khan non dimentica la sua umiliazione e durante il decennio successivo istiga i lupi più giovani a ribellarsi contro il capo branco Akela. Quando l'autorità di Akela viene meno dopo una caccia fallita, Shere Khan, essendosi ormai guadagnato la fiducia della maggior parte del Popolo Libero, tenta invano di uccidere il vecchio capo branco, ma viene fermato da Mowgli, che lo scaccia con un ramo infuocato.
In La tigre! La tigre!, tre mesi dopo, Shere Khan ritorna nel suo vecchio territorio vicino al Waingunga e scopre che Mowgli si è trasferito nel villaggio limitrofo. I suoi piani per vendicarsi vengono rivelati da Tabaqui a Fratel Bigio, che uccide lo sciacallo e racconta tutto a Mowgli. Quando la tigre viene avvistata mentre riposa in una gola, Mowgli, con l'aiuto di Fratel Bigio e Akela, divide una mandria di bufali e li fa correre impazziti nel burrone dove riposa Shere Khan, intrappolandolo e facendolo morire sotto i loro zoccoli. Mowgli scuoia la carcassa e torna nel territorio del Popolo libero, dove espone la pelle sanguinante sulla Rocca del Consiglio.

### Il secondo libro della giungla

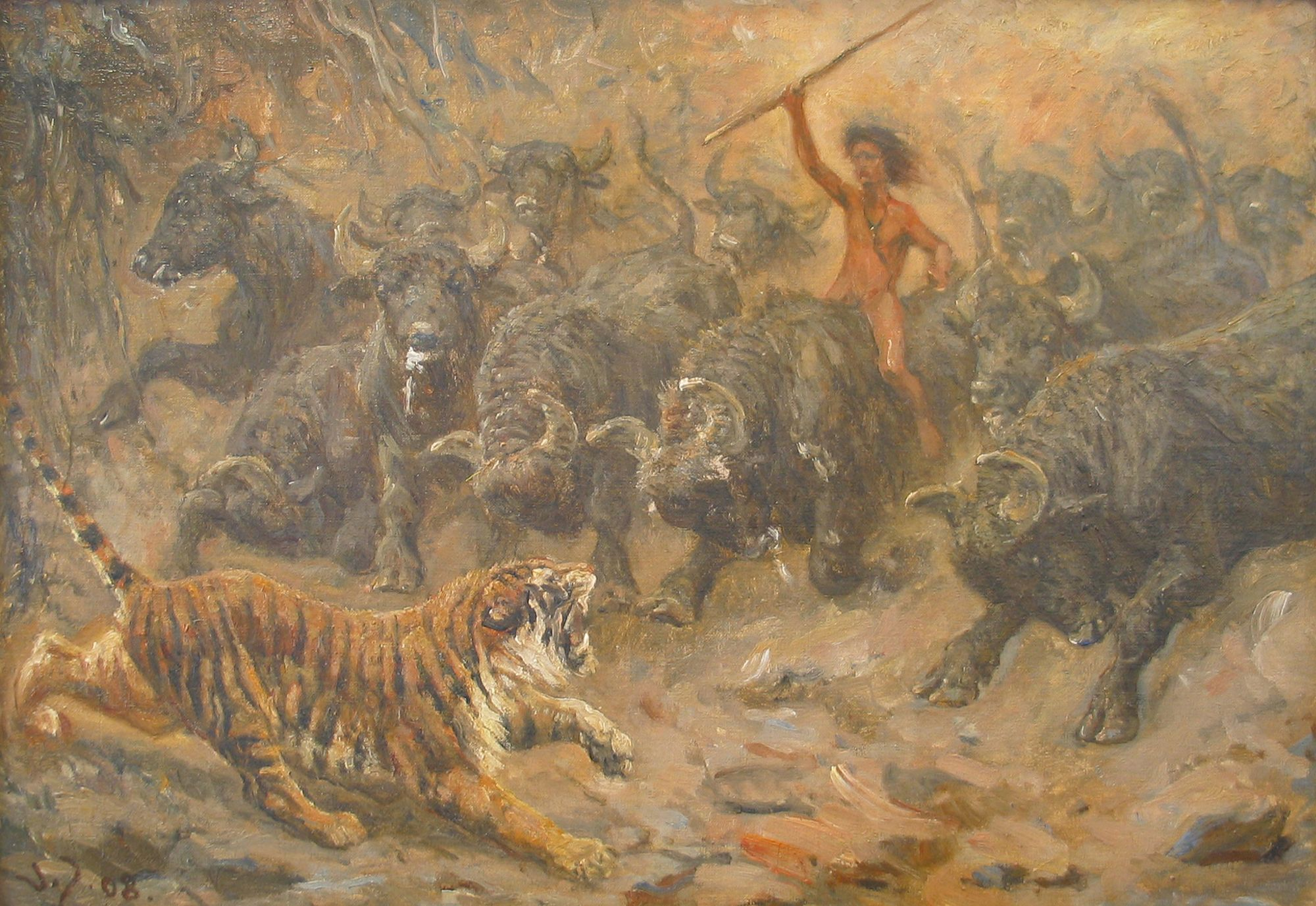
La morte di Shere Khan, dipinto da Valdemar Irminger

In Come nacque la paura, ambientato tra gli eventi de I fratelli di Mowgli e La tigre! La tigre!, Shere Khan si presenta, durante una tregua dell'acqua, a bere insieme agli altri animali nel letto principale del Waingunga, unica fonte d'acqua non ancora prosciugata. La tigre si vanta di aver ucciso un uomo per divertimento, sfruttando il diritto di commettere quest'atto, normalmente proibito, una notte all'anno. Una volta sazio, viene scacciato dall'elefante Hathi per aver contaminato l'acqua con sangue umano.
Per spiegare l'accaduto a Mowgli, Hathi racconta come un tempo la giungla fosse un paradiso terrestre dove tutti gli animali vivevano in armonia senza sbranarsi. La prima tigre, antenata di Shere Khan e di tutte le tigri, era anch'essa buona e pacifica e non aveva la pelliccia striata. Quando gli animali incominciarono a litigare tra loro, Tha, padre degli elefanti e signore della giungla, incaricò la prima tigre di fare da giudice ai loro litigi. Ma, quando arrivò il turno di due cervi, uno di loro la colpì con le corna e, per risposta, la tigre gli tirò una zampata con forza, spezzandogli il collo. Reso folle dal dolore per quello che aveva fatto involontariamente, fuggì. La morte si era insinuata nella giungla e gli animali si corruppero, anche perché il nuovo giudice era la Scimmia, considerata una stupida portatrice di vergogna.
Poiché Tha aveva ordinato agli alberi di segnare l'assassino del cervo, quando la tigre passò tra loro i rami disegnarono le strisce sulla sua pelliccia. Di lì a poco, l'uomo fece la sua comparsa e insultò la tigre alludendo al suo manto striato. La tigre chiese aiuto a Tha, che gli disse che per una notte all'anno l'uomo lo avrebbe temuto, raccomandandogli di avere pietà. Ma quella notte l'uomo rivolse nuovamente i suoi insulti alla prima tigre e venne sbranato. Da quel triste giorno uomini e tigri sono rivali.

## Altri media

### Libri apocrifi
In The Third Jungle Book di Pamela Jenkel, il racconto The Ghost Tiger rivela come Shere Khan ebbe un figlio di colore bianco chiamato Shere Safed, nato poco dopo la sua fuga dalla Rocca del Consiglio. Intento a vendicare la morte del padre, Safed uccide numerosi figli di Hathi per attirare Mowgli nella sua tana. Mowgli e Bagheera affrontano e sconfiggono Safed, che tenta di fuggire, per poi venire fatto a pezzi da Hathi e il suo branco.
Nel romanzo prequel La legge della giungla. La vera storia di Bagheera, di Davide Morosinotto, viene rivelato come Shere Khan fu accolto dall'orsa Kamala, che tentò d'insegnargli la Legge della giungla, ma senza successo.

### Film e TV

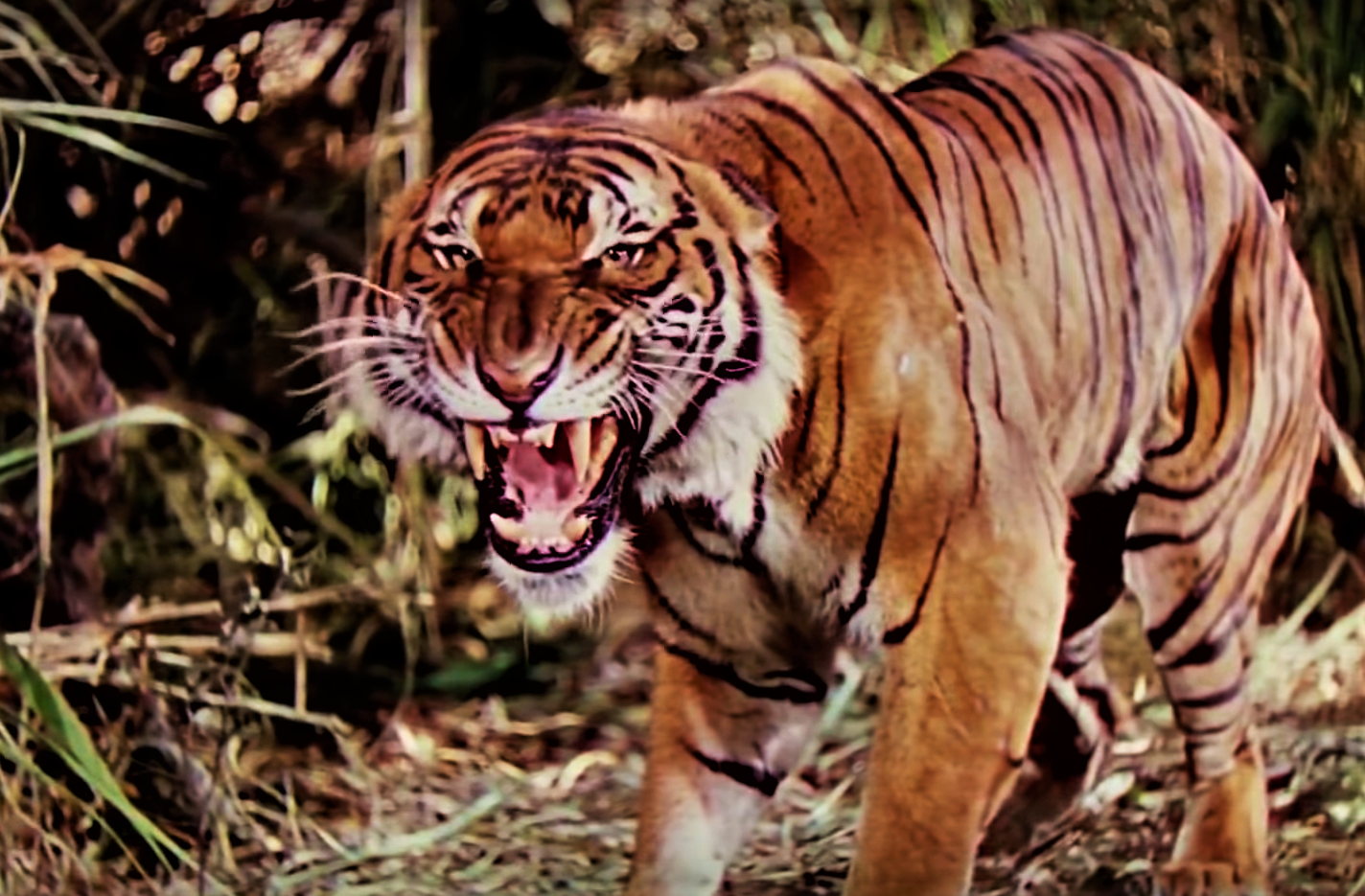
Shere Khan nel film Il libro della giungla del 1942.

Shere Khan nel film Disney Il libro della giungla del 1967.

- Shere Khan fece il suo debutto cinematografico ne Il libro della giungla di Zoltán Korda nel 1942, interpretato da "Roger", una tigre ammaestrata di origine bengalese-sumatrense.[6]
- La versione di Walt Disney di Shere Khan nel film Il libro della giungla è completamente diversa da quella originale. Non è zoppo, ma al contrario è estremamente potente, vigoroso e sofisticato. La motivazione per cui lo Shere Khan disneyano dà la caccia a Mowgli deriva dal suo astio verso l'uomo: la tigre vuole pertanto impedirgli di diventare un uomo adulto che (secondo lui) gli darà la caccia con un fucile o con il Fiore Rosso, a differenza dell'antagonista di Kipling, che lo fa per proteggere il suo status nella giungla.[7] Shere Khan gli dà la caccia per tutto il film, finché non lo trova con gli avvoltoi e lo attacca; Baloo tuttavia lo tiene impegnato nella lotta finché Mowgli non gli attacca un ramo infuocato alla coda e lo fa scappare. Secondo il direttore artistico Ken Anderson, il design di Shere Khan fu ispirato all'attore Basil Rathbone, con l'intenzione di conferire al personaggio un'aria di potenza arrogante. Quando Walt Disney vide gli abbozzi, però, pensò che fosse ispirato alla fisionomia di George Sanders, che fu successivamente assunto per il ruolo.[8] Nel primo abbozzo del film di Bill Peet, Shere Khan è coinvolto in una faida col cacciatore Buldeo, che lui successivamente uccide, per poi morire quando Mowgli s'impossessa del fucile del cacciatore defunto. Walt Disney scartò questa scena a favore di quella finale in cui Baloo salva Mowgli, dando così al personaggio più tempo sullo schermo.[9] Il personaggio fu ben accolto dai recensori e dal pubblico, e Jerry Beck, autore di The Animated Movie Guide, lo descrive come uno dei migliori antagonisti animali di Disney. Sanders però, soffrendo di disturbo depressivo, non apprezzò il successo del ruolo e rifiutò un disegno di Shere Khan firmato da Disney, dichiarando: "What am I to do with it? This is absurd" ("Che devo fare con questo? È assurdo"). Sanders si sarebbe suicidato poco dopo la distribuzione del film.[10]
Il personaggio compare nuovamente nel sequel Il libro della giungla 2, in cui è di nuovo sulle tracce di Mowgli, e prova ad attaccare la sua amica Shanti, finché non rimane intrappolato in un vulcano in una statua di tigre, venendo deriso dal avvoltoio Lucky, nella serie prequel Cuccioli della giungla in cui è raffigurato cucciolo e, in versione antropomorfa, nello spin-off TaleSpin. La rappresentazione della tigre nel sequel, doppiata questa volta da Tony Jay, fu criticata per la mancanza del fascino che l'aveva contraddistinta, essendo invece interpretato come un personaggio amareggiato e piagnucoloso.[10]
Il personaggio fa parte del franchise dei Cattivi Disney.[11]
- Nel remake live-action dell'omonimo classico Disney, Il libro della giungla, Shere Khan viene doppiato dall'attore inglese Idris Elba e in italiano da Alessandro Rossi (già voce del personaggio in House of Mouse - Il Topoclub). Elba descrisse il suo personaggio come un "dittatore" della giungla che però nutre una fobia per l'uomo, che in precedenza gli aveva sfigurato il volto col fuoco.[12]Uccide Akela per prendere il controllo del consiglio, ma Mowgli durante una battaglia, con l'inganno si aggrappa ad una iana, mentre la tigre cade nel fuoco generato dall'incendio.
- Nel film Mowgli - Il figlio della giungla del 2018, Shere Khan viene doppiato da Benedict Cumberbatch e rimane fedele al racconto di Kipling, essendo rappresentato zoppo. In Italia è stato doppiato da Stefano Crescentini. Il regista Andy Serkis commentò che questo personaggio non è un semplice antagonista bidimensionale, ma un personaggio traumatizzato.[13] La rappresentazione di Shere Khan da parte di Cumberbatch fu criticata dal quotidiano The Daily Telegraph, che dichiarò che fisicamente sembrava un candidato su una lista dei "500 animali selvatici che assomigliano ad attori britannici" e che la sua voce ricordava troppo quella di Jeremy Irons nei panni di Scar.[14]
- Shere Khan appare come antagonista anche nell'anime Il libro della giungla. Qui giura di uccidere Mowgli perché da piccolo è riuscito a sfuggirgli (cosa inammissibile per un predatore come lui) ed è responsabile della morte di Alexander, il padre adottivo di Mowgli, che si sacrifica per salvare il figlio e il branco dalla furia della tigre. Inoltre corrompe anche alcuni lupi del Popolo Libero (come Bunto, Dusty e suo padre Saga), portandoli dalla sua parte. Dopo aver attaccato Meshua e suo nonno, Mowgli gli giura vendetta, riuscendo a sconfiggerlo e a ucciderlo dopo una dura battaglia, combattuta assieme ai suoi due fratelli adottivi Akru e Sura. In questa versione ha al suo servizio Tabaqui e i suoi compagni – in questa versione raffigurati come iene – e i Bandar-log, e non è zoppo, sebbene abbia una ferita alla zampa destra causatagli da Alexander durante il loro scontro. Verso la metà della serie, inoltre, viene anche privato dell'occhio destro dopo essere stato colpito da Mowgli con il coltello del nonno di Meshua. Il suo odio per gli esseri umani pare risalire a un evento del passato mostrato in un flashback del primo episodio della serie, in cui viene vista una tigre venire braccata da un gruppo di umani dopo aver assalito un bufalo (anche se non è chiaro se si tratti dello stesso Shere Khan o di un suo parente).
- Una versione molto simile allo Shere Khan dell'anime appare nelle serie Simba: è nato un re e Winner e il bambino della quinta profezia. In questa continuity è il responsabile della morte dei genitori di Simba e complotta per ucciderlo e diventare il padrone della foresta, venendo infine ucciso da Simba. Dopo la morte gli succede il cugino Berdan, esteticamente molto simile a lui.

#### Doppiatori
Doppiatori in inglese:
- George Sanders ne Il libro della giungla (film 1967)
- Tony Jay in TaleSpin, Il libro della giungla (videogioco), Journey into the Jungle Book, Il libro della giungla - Il ballo della giungla, Il libro della giungla 2, House of Mouse - Il Topoclub
- Jason Marsden in Cuccioli della giungla (cucciolo)
- Sherman Howard in Mowgli e il libro della giungla
- Idris Elba in Il libro della giungla (film 2016)
- Benedict Cumberbatch in Mowgli - Il figlio della giungla (film 2018)

Doppiatori in italiano:
- Carlo D'Angelo ne Il libro della giungla (film 1967)
- Rino Bolognesi in TaleSpin
- Maurizio Scattorin ne Il libro della giungla (anime 1989)
- Mario Zucca in Simba è nato un re e in Winner e il bambino della quinta profezia
- Paola Majano in Cuccioli della giungla
- Massimo Corvo in Mowgli e il libro della giungla
- Alessandro Rossi in House of Mouse - Il Topoclub e Il libro della giungla (film 2016)
- Stefano De Sando ne Il libro della giungla 2
- Stefano Crescentini in Mowgli il figlio della giungla